# IGMP
IGMP (на английски: Internet Group Management Protocol) е комуникационен протокол на мрежово ниво, който се използва за комуникация между хостове и съседни рутери в IP мрежите при изграждане на връзка с дадена мултикаст група.

## Архитектура
Мрежа, проектирана да доставя мултикаст услуга, използвайки IGMP може да използва тази основна архитектура:
IGMP работи между хост и локален мултикастов рутер. Суичове, имащи IGMP snooping, могат да извличат полезна информация, като наблюдават IGMP трансакциите. След това се използва Protocol Independent Multicast (PIM) между локалния и отдалечения мултикастов рутер, за да се насочи мултикастовия трафик от хостовете, изпращащи мултикаст, към хостовете, които не са били регистрирани през IGMP.
Протоколът работи на мрежово ниво, както и други протоколи за управление на мрежата като ICMP.
IGMP се осъществява на определен хост и в рутера. Хостът заявява членство към група чрез локалния рутер, докато рутерът слуша за такива заявки и периодично изпраща заявки за абонамент. Един рутер на подмрежа се избира, за да изпълнява тази функция. Някои многослоеви суичове включват възможност за изпращане на IGMP заявки, за да могат техните IGMP snooping възможности да работят при отсъствието на IP мултикаст в по-голямата мрежа.
IGMP е уязвим към някои атаки и защитните стени обикновено дават възможността на потребителя да го изключат.

## Версии
- IGMPv1 – Позволява даден хост да получава информация за дадена мултикаст група (RFC 1112).
- IGMPv2 – Рутерът бива информиран, когато някой хост напусне мултикаст групата (RFC 2236).
- IGMPv3 – Позволява един хост да получи информация за друг хост от дадена мултикаст група (RFC 3376 и RFC 4604).